# Dobranje (Cista Provo)
Dobranje falu Horvátországban Split-Dalmácia megyében. Közigazgatásilag Cista Provóhoz tartozik.

## Fekvése
Splittől légvonalban 38, közúton 55 km-re keletre, községközpontjától légvonalban 5, közúton 12 km-re északnyugatra, a dalmáciai Zagora szívében, Imotska krajina nyugati határán, egy délre nyíló völgykatlanban fekvő kis karsztmezőn, Cista Velika és Tijarica között fekszik.

## Története
A térség már az ókorban lakott volt. Több történelem előtti halomsír is volt itt, melyeknek egy része mára már megsemmisült. A horvátok a 7. században települtek be erre a vidékre. Területe a középkorban a radobiljai plébánia része volt, melyhez a 19. század első feléig tartozott. A középkorban lakossága nem volt jelentős és főként állattartással foglalkozott. Dobranje első írásos említése 1585-ből származik. A török a 16. század elején foglalta el területét. A török uralomnak az 1718-ban megkötött pozsareváci béke vetett véget, ezután a térség visszakerült a Velencei Köztársaság uralma alá. Területére Hercegovinából érkeztek új lakosok, akik a mai lakosság elődei. A velencei uralomnak 1797-ben vége szakadt és osztrák csapatok vonultak be Dalmáciába. 1806-ban az osztrákokat legyőző franciák uralma alá került, de Napóleon lipcsei veresége után 1813-ban újra az osztrákoké lett. 1849-ben a radobiljai plébániától érseki rendelettel az aržanoi plébániához csatolták. 1857-ben 393, 1910-ben 624 lakosa volt. 1918-ban az új szerb-horvát-szlovén állam, majd később Jugoszlávia része lett. A második világháború idején a Független Horvát Állam, majd a háború után a szocialista Jugoszlávia része lett. Ebben az időszakban sok dobranjei vándorolt ki a településről és költözött külföldre, vagy az ország más részeire. 1977 óta aszfaltozott utak kötik össze a szomszédos Cista Velika, Tijarica és Svib településekkel. 1991 óta a független Horvátországhoz tartozik. 2011-ben a településnek 161 lakosa volt.

## Lakosság
| Lakosság változása | Lakosság változása | Lakosság változása | Lakosság változása | Lakosság változása | Lakosság változása | Lakosság változása | Lakosság változása | Lakosság változása | Lakosság változása | Lakosság változása | Lakosság változása | Lakosság változása | Lakosság változása | Lakosság változása | Lakosság változása |
| ------------------ | ------------------ | ------------------ | ------------------ | ------------------ | ------------------ | ------------------ | ------------------ | ------------------ | ------------------ | ------------------ | ------------------ | ------------------ | ------------------ | ------------------ | ------------------ |
| 1857               | 1869               | 1880               | 1890               | 1900               | 1910               | 1921               | 1931               | 1948               | 1953               | 1961               | 1971               | 1981               | 1991               | 2001               | 2011               |
| 393                | 442                | 466                | 546                | 641                | 624                | 649                | 654                | 832                | 864                | 888                | 803                | 616                | 473                | 378                | 161                |

## Nevezetességei
- Keresztelő Szent János tiszteletére szentelt új plébániatemploma 1965 és 1972 között épült a régi templom mellé vasbetonból Ante Barač tervei szerint. 1972-ben épített harangtornya egy emeletes, piramis záródású, toronyóra és három harang található benne. Az oltár mögötti falon két szobor látható, Ante Kukoč spliti szobrászművész alkotásai. Az egyik Szent Jánost, a másik a Szeplőtelen Szűzanyát ábrázolja. A kő talapzaton álló szentségtartó Josip Bosmić alkotása 2004-ből.
- A régi plébániatemplom[4] az új templom mellett áll, 1740-ben építették. 1789-ben Čipik érsek rendeletére egy méterrel megemelték, a hajó minden oldalán egy-egy ablakot nyitottak, a régi apszist bővítették és új, boltozott apszist építettek. Ezek a hozzáépítések a templom falain ma is jól láthatók. A templom homlokzatán rozetta, felette három harang számára kiképzett harangtorony található rajta az építés (1782. május 2.) dátumával. A főoltár Keresztelő Szent János, a mellékoltár a Kármelhegyi boldogasszony tiszteletére van szentelve. Mindkét oltár kővel falazott, felépítménye fából készült, mely az imotski Raka mester munkája. A Szűz Mária oltáron Mária mennybevételét ábrázoló, vászonra festett olajkép látható az apostolok és az evangélisták alakjaival. A hajó közepén egy felirat nélküli sír található. A templom előtti kőoltár a szabadtéri misék számára készült.
- Vutelići településrészen található a Nepomuki Szent János-kápolna.[5] A hagyomány szerint a helyi születésű Šimun Vuletić atya „saját kezével és saját költségén” építette 1790-ben. Az építéshez az atya az egyházi vizitáció feljegyzése szerint pápai engedélyt kapott. A kápolna apszis nélküli boltozott, kőlapokkal fedett épület, hosszúsága 3,90 szélessége 2,30 méter. A bevésett felirat szerint a teljes épületegyüttes befejezése 1797. július 4-én történt. Mivel a kápolnához ház és udvar is csatlakozik kis méretű kolostor benyomását kelti. Az oldalfal mellé épített harangtornya egy harang számára készült. A fából faragott oltár Raka mester alkotása, a barokk Szent János képet Prágában készítették, felette a Boldogasszony képe látható.
- A plébániánál levő Szent József-kápolna 1940-ben épült a plébános házi kápolnájának.